# Barrio Norte (Buenos Aires)

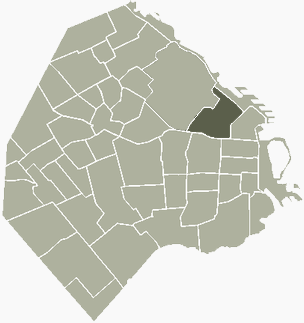
Barrio Norte Coincide aproximadamente con el Barrio de "Recoleta".

Barrio Norte es una denominación no oficial para referirse popularmente a una zona de la Ciudad Autónoma de Buenos Aires (Argentina) que comprende parte de los actuales barrios de Palermo, Retiro y Recoleta, y donde predominan los residentes de clases media-alta y alta. 
Barrio Norte es conocido con este nombre porque antiguamente se encontraba al norte de la zona céntrica de la ciudad. Se lo puede situar tomando como límites las avenidas Córdoba, 9 de Julio, del Libertador y Coronel Díaz, siendo avenida Santa Fe su eje tradicional. A pesar de ello, cabe destacar que no es un barrio oficial.

## Características
Hacia el este, la zona conforma cierta unidad arquitectónica que la asemeja a París, rasgo que se pierde progresivamente hacia el oeste, lindante con Palermo, donde predominan modernos edificios de departamentos. Barrio Norte se caracteriza por su opulencia, gran vida cultural, su arquitectura, sus palacios, residencias, museos y amplios parques.  
El barrio empezó a adquirir identidad hacia finales del siglo XIX, a raíz de la fiebre amarilla que brotó en el Barrio Sur de la ciudad, más proclive a las inundaciones, moviendo a las familias más ricas hacia el norte.
Barrio Norte ha sido homenajeado, entre otros, por el letrista de tangos Horacio Ferrer, quien cita sus calles en algunas de sus composiciones, especialmente en su tango Balada para un loco, con música de Astor Piazzolla.  También Charly García menciona a este barrio en su canción No bombardeen Buenos Aires del álbum Yendo de la cama al living.